# San Francisco Bulls
Die San Francisco Bulls (IPA: [ˌsæn fɹənˈsɪskoʊ bʊls]) waren ein US-amerikanisches Eishockeyfranchise der ECHL aus Daly City im Bundesstaat Kalifornien. Es wurde am 21. September 2011 gegründet. Die Bulls nahmen seit Beginn der Saison 2012/13 am Spielbetrieb der ECHL in der Pacific Division der Western Conference teil. Die Heimspielstätte war der Cow Palace.
Die Bulls kooperierten mit den San Jose Sharks aus der National Hockey League und den Worcester Sharks aus der American Hockey League.
Die San Francisco Bulls waren das erste Eishockeyteam im Raum San Francisco seit den San Francisco Spiders, die in der Saison 1995/96 am Spielbetrieb der International Hockey League teilnahmen.
Bereits im Januar 2014 gab man die Auflösung des Franchises bekannt; als Grund wurde die gescheiterte Suche nach einem neuen Eigentümer angeführt. Das Team trat mit sofortiger Wirkung und noch während der laufenden Saison aus dem Spielbetrieb aus.

## Ehemalige Spieler
- Tyler Beskorowany
- Dale Mitchell
- Torrey Mitchell
- Jordan Morrison
- Theo Peckham
- Daniil Tarassow
- Steven Tarasuk
- Marek Viedenský